# Mark Stoermer
Mark August Stoermer é o baixista das bandas de rock alternativo norte-americana The Killers e The Smashing Pumpkins.

## Biografia
Mark Stoermer nasceu em 28 de Junho de 1977 fez o ensino médio na Chaparral High School em Las Vegas, onde ele tocou trompete no conjunto de jazz da escola. Mais tarde, ele fez aulas de música e estudou Filosofia na Universidade de Nevada, em Las Vegas, onde ele tocou na banda da universidade.
Ele trabalhou em um hospital e, durante este tempo, ele ouviu muito The Rolling Stones, Talking Heads e Television no rádio do seu carro.
Suas bandas anteriores incluem o Habit Rouge e o Negative Ponies, onde ele tocou guitarra. Ele entrou no The Killers, seu principal projeto, em 2002, como um baixista temporário e virou o ano ainda na banda. Ele apenas tornou-se um membro oficial do grupo quando Ronnie Vannucci entrou na banda para tocar bateria. Suas principais influências incluem The Beatles, The Who, Pearl Jam, Pink Floyd, Miles Davis e David Bowie. Ele gosta dos livros de Henry Miller.
Mesmo que o pai de Stoermer seja um cidadão australiano, Mark nunca havia visitado a Austrália antes da turnê de 2004 do The Killers, para divulgar seu álbum Hot Fuss. Ele é de ascendência alemã, e tem dupla-cidadania nos Estados Unidos da América e na Austrália.
Mark também toca guitarra nas apresentações ao vivo de For Reasons Unknown, single do segundo álbum do The Killers, Sam's Town.

### Influências
Mark cita influências como Noel Redding do Jimi Hendrix Experience, John Entwistle do The Who, e Paul McCartney. Ele também lista bandas que são suas influências, como: The Cure, U2, e New Order.

## Discografia

### Solo
- Another Life (2011)[3][4]

## Outras aparições
- The Synthetic Love of Emotional Engineering (2013) – Vicky Cryer
- "Your Love Is Not Enough", "A Spade Is A Spade" (2014-15) – Bombay Heavy
- Unreachable on Mountain EP (forthcoming 2015) – Aubergine Electric

## Equipamento

### Amplificadores
- 350 watt Ampeg SVT
- cabeçote Hiwatt Bass 400 watt
- caixas Ampeg 8x10
- 2 cabeçotes (4x10, 1x15) Hiwatt Bass
- Fender Hot Rod Deville

### Baixos
- Vintage Fender P-Basses
- Geddy Lee Signature Fender Jazz Bass
- Fireglow Rickebancker Bass

### Guitarras
- Gibson SG

### Pedais
- Boss DS-1